# Armilla (Granada)
Armilla és un municipi situat a la comarca de la Vega de Granada (província de Granada). Limita amb els municipis de Granada, Ogíjares, Alhendín i Churriana de la Vega.

## Evolució demogràfica

### De 1930 a 1995
| 1930  | 1940  | 1950  | 1960  | 1970  | 1981   | 1986   | 1989   | 1992   | 1995   |
| ----- | ----- | ----- | ----- | ----- | ------ | ------ | ------ | ------ | ------ |
| 2.117 | 2.632 | 3.936 | 4.848 | 7.496 | 10.485 | 11.743 | 10.824 | 10.950 | 12.462 |

### De 1996 a 2006
| 1996   | 1998   | 1999   | 2000   | 2001   | 2002   | 2003   | 2004   | 2005   | 2006   | 2007   |
| ------ | ------ | ------ | ------ | ------ | ------ | ------ | ------ | ------ | ------ | ------ |
| 12.859 | 13.211 | 13.706 | 14.030 | 14.778 | 15.695 | 16.524 | 16.938 | 18.385 | 19.667 | 20.155 |

### Principal procedència dels estrangers residents el 2006
Marroc, 241 residents.
 Colòmbia, 161 residents.
 Romania, 128 residents.
 Argentina, 122 residents.
 R.P. de la Xina, 93 residents.
Total residents estrangers el 2006: 1.314
- Font: Institut Nacional d'Estadística